# Верхньокетський район
Верхньоке́тський район (рос. Верхнекетский район) — адміністративна одиниця Томської області Російської Федерації.
Адміністративний центр — селище міського типу Білий Яр.

## Населення
Населення району становить 15767 осіб (2019; 17052 у 2010, 18300 у 2002).

## Адміністративно-територіальний поділ
На території району 1 міське та 8 сільських поселень:
| Поселення                                    | Площа, км² | Населення, осіб (2002) | Населення, осіб (2010) | Населення, осіб (2019) | Центр       | Населені пункти |
| -------------------------------------------- | ---------- | ---------------------- | ---------------------- | ---------------------- | ----------- | --------------- |
| Білоярське міське поселення                  | 117,95     | 8357                   | 8111                   | 8386                   | Білий Яр    | 2               |
| Катайгинське сільське поселення              | 36,38      | 1824                   | 1590                   | 1344                   | Катайга     | 2               |
| Клюквинське сільське поселення               | 44,86      | 1510                   | 1462                   | 1229                   | Клюквинка   | 1               |
| Макзирське сільське поселення                | 37,96      | 699                    | 553                    | 400                    | Лисиця      | 2               |
| Орловське сільське поселення                 | 59,28      | 823                    | 614                    | 419                    | Центральний | 2               |
| Палочкинське сільське поселення              | 48,98      | 470                    | 374                    | 260                    | Палочка     | 3               |
| Сайгинське сільське поселення                | 6,67       | 1089                   | 991                    | 888                    | Сайга       | 1               |
| Степановське сільське поселення              | 38,28      | 2405                   | 2348                   | 2048                   | Степановка  | 2               |
| Ягоднинське сільське поселення               | 37,62      | 1120                   | 1009                   | 795                    | Ягодне      | 3               |
| Міжселенна територія Верхньокетського району | 42920,92   | 3                      | 0                      | 0                      | -           | 1               |

## Найбільші населені пункти
Населені пункти з чисельністю населення понад 1000 осіб:
| № | Населений пункт | Населення, осіб (2002) | Населення, осіб (2010) |
| - | --------------- | ---------------------- | ---------------------- |
| 1 | Білий Яр        | 8 221                  | 7 996                  |
| 2 | Степановка      | 2 385                  | 2 344                  |
| 3 | Катайга         | 1 812                  | 1 584                  |
| 4 | Клюквинка       | 1 510                  | 1 462                  |